# 维克托·魏斯科普夫
维克托·弗雷德里克·魏斯科普夫（德語：Victor Frederick Weisskopf，1908年9月19日—2002年4月22日），生于奥地利的美国犹太裔理论物理学家。

## 生平
他曾随维尔纳·海森伯、埃尔温·薛定谔、沃尔夫冈·泡利和尼尔斯·玻尔做博士后工作。二战期间在洛斯阿拉莫斯国家实验室，参与了曼哈顿计划，之后反对核武器扩散。
1930年代至1940年代，魏斯科普夫对量子论的发展，尤其是量子电动力学领域做出了重大贡献。他对现在称为兰姆位移的现象作了研究，但由于对自己的数学没把握而没有发表结果（这些结果后来被证明是正确的）。战后他加入了麻省理工物理系，最终成为系主任。